# Nacoleia rubralis
Nacoleia rubralis là một loài bướm đêm trong họ Crambidae.